# Gatunek mieszany
Gatunek mieszany – gatunek, w którym na równych prawach występują cechy dwóch lub trzech rodzajów literackich. Pojawił się w romantyzmie, który odrzucił konwencję klasycystyczną. W dramacie romantycznym obok elementów dramatycznych istnieją epizody liryczne i epickie. W balladzie także występują cechy różnych rodzajów literackich: epicka opisowość, podział tekstu na role, obecność podmiotu lirycznego itp. Liryzm i nastrojowość w połączeniu z epickością charakteryzują poemat dygresyjny oraz powieść poetycką. W literaturze XX w. gatunkami mieszanymi były młodopolskie poematy pisane prozą poetycką, np. "Duma o hetmanie" Stefana Żeromskiego.